# Вировская волость (Сумский уезд)
Вировская волость — административно-территориальная единица Сумского уезда Харьковской губернии в составе Российской империи. Административный центр — село Виры.
В состав волости входило 893 дворов в 5-и поселениях 6-и сельских общин.
Всего в волости проживало 2821 человек мужского пола и 2817 — женского. Крупнейшие поселения волости по состоянию на 1914 год:
- село Виры — 5644 жители;
- село Анновка — 1702 жители.

Старшина волости являлся Алексей Михайлович Часник, волостным писарем был Степан Афанасьевич Куценко, председателем волостного суда — Платон Кузьмич Ясинок.